# 欒大
欒大（？—前112年），西汉方士，胶东郡（治今山东平度东南）人。
欒大原与李少翁同学方术，汉武帝时，曾为胶东王尚方。欒大长得高大英俊，有谋略，并且敢说大话，自言能通神，常往来海中，见过安期生、羡门高那班仙人。又说“黄金可成，而河决可塞，不死之药可得，仙人可致也。”
当时汉武帝晚年迷信方士，欲求仙方、黄金及不死之藥以长生不老。汉武帝杀了李少翁之后，大约过了四五年，在元鼎四年（前113年）乐成侯丁义的姐姐是胶东康王刘寄的王后，欲向汉武帝献媚，让乐成侯推荐栾大给武帝。据说栾大是指南针雏型的创始人。栾大初见汉武帝时，磨铁针、磁石为屑，拿鸡血调和涂在棋子头上，棋子就互相碰起来。《梦溪笔谈》说，指南针是“方家”创制的，所谓“方家”也就是炼丹家。栾大对武帝说，他见过神仙，可找到长生不死之药，可招致仙人。于是受到汉武帝宠信，遂被封为五利将军，再拜天士将军、地士将军、大通将军。封乐通侯。赐列侯甲等宅第，童千人。又把卫长公主嫁给他。数月之间，身佩“五利将军”“天士将军”“地士将军”“大通将军”“乐通侯”及“天道将军”六印，一时贵震天下。
栾大声言，神是喜欢清静的。武帝于是在宫殿外起造神明殿九间。神的居室内外，都精心装饰，富丽堂皇，豪华无比。祭神的案桌和器物，亦用珠玉做成。元鼎五年（前112年），栾大整裝東行入海求仙。栾大又设幔帐，假装鬼魂来传布神仙的旨意说：“要迎神，需穿戴整齐到大海里去迎接。”东方朔说栾大太无礼。栾大自己不敢入海，而上泰山祭祠，妄言见神人。武帝派人随处查验，实无所见，他的不死之藥也無效驗。武帝说：“朕的诚心是够了，是你的诚心不够吧？”其实武帝早已经派人跟踪了栾大。汉武帝下令，把栾大交给廷尉审理。结果，栾大被处以极刑腰斩。
張衡《西京賦》：“於是采少君之端信，庶欒大之貞固。”唐吕令问《金茎赋》：“求师入海，终贻栾大之诛。”